# Thorvald Schultz
Rasmus Ludvig Thorvald Schultz, (født 9. september 1896 i Skarrild, død 11. januar 1990 i Fredericia), var en dansk telegrafist og fodboldspiller og den første A-landsholdsspiller fra provinsen. 
Schultz spillede ungdomsfodbold i Skive og fortsatte der som senior i perioden 1912-1915), derefter en sæson i både Fredericia (1916/1917), Vejen (1917/1918) og B.93 (1918/1919), derefter tilbage for yderligere en sæson i Fredericia (1919/1920) og fem sæsoner i Vejen (1920/1925). Han afsluttede karrieren med en tredje gang i Fredericia (1926/1930). 
Schultz blev den første A-landsholdsspiller fra provinsen. I de første 15 år, spillede Danmark 46 landskampe, hvor man havde benyttet 72 spillere alle fra københavnske klubber (Frem, AB, B.93, KB, B.1903 og ØB). Den 17. juni 1923 debuterede Schultz mod Schweiz, som blev besejret foran 25.000 tilskuere i Idrætsparken med 3-2. 
Han spillede yderligere en landskamp både i 1924 mod Schweiz og 1925 mod Finland. 
Efter den aktive karrieren, var Schultz træner for bl.a. ØB-Fredericia, Horsens, Fredericia og Vejen. Han har i 1924 udgivet en bog, "Fra mange aars fodboldliv", om sin fodboldtid. Han blev i 1927 ansat på Idrætsbladet. 